# Barn Bluff
Il Barn Bluff è una montagna situata nella regione delle Central Highlands della Tasmania, in Australia. Situata nel Parco nazionale del monte Cradle e del lago St Clair, all'incrocio dei punti più orientali dei bacini idrografici del fiume Murchison e del Mackintosh,
raggiunge i 1 559 metri sul livello del mare. Grazie a questo dato, risulta la quarta cima più elevata della Tasmania, superando in altezza il più famoso monte Cradle di 14 metri. L'isolamento topografico è pari a 12,78 km.
Il Barn Bluff è spesso ricoperto di neve, a volte anche in estate; questa montagna è forse tra le più prominenti del parco di cui fa parte ed è visibile da un numero impressionante di punti nella zona, probabilmente per via del fatto che si erge solitaria ben lontana dalle altre vette. Si tratta di una meta popolare per gli escursionisti e gli alpinisti, accessibile tramite una deviazione dall'Overland Track. Il percorso presenta punti di difficoltà che vanno dal moderato al molto impegnativo, per via del fatto che vi sono tratti molto ripidi, con massi che si frappongono tra la valle e la vetta. Il percorso è contrassegnato da cairn.
La montagna è stata formata dall'azione glaciale e dall'erosione ed è caratterizzata, per la maggior parte, da blocchi di dolerite e dai massi di epoca giurassica tipici delle regioni alpine dello Stato. È spesso difficile riuscire a rendersi conto, mentre si scala una delle vette della Tasmania della catena del Pelion, di quando si è raggiunta davvero la parte più elevata, in quanto vi sono varie guglie e non un pinnacolo unico. Da questo punto di vista, il Barn Bluff, come il monte Cradle, presenta una vetta classica. Le alture più vicine alla montagna sono piuttosto distanti e, pertanto, il panorama a 360 gradi dalla vetta, nelle giornate in cui le condizioni atmosferiche sono favorevoli, è ininterrotto e mozzafiato.